# Lijst van personen uit Bornholm
Dit is een lijst van Bornholmers die in Denemarken naam hebben gemaakt. De lijst is alfabetisch gesorteerd.

### A
- Michael Ancher
- Daniel Andersen
- Knud Andersen
- Marianne Andersen (1925-1989)
- Ove Andersen (1923), kunstenaar

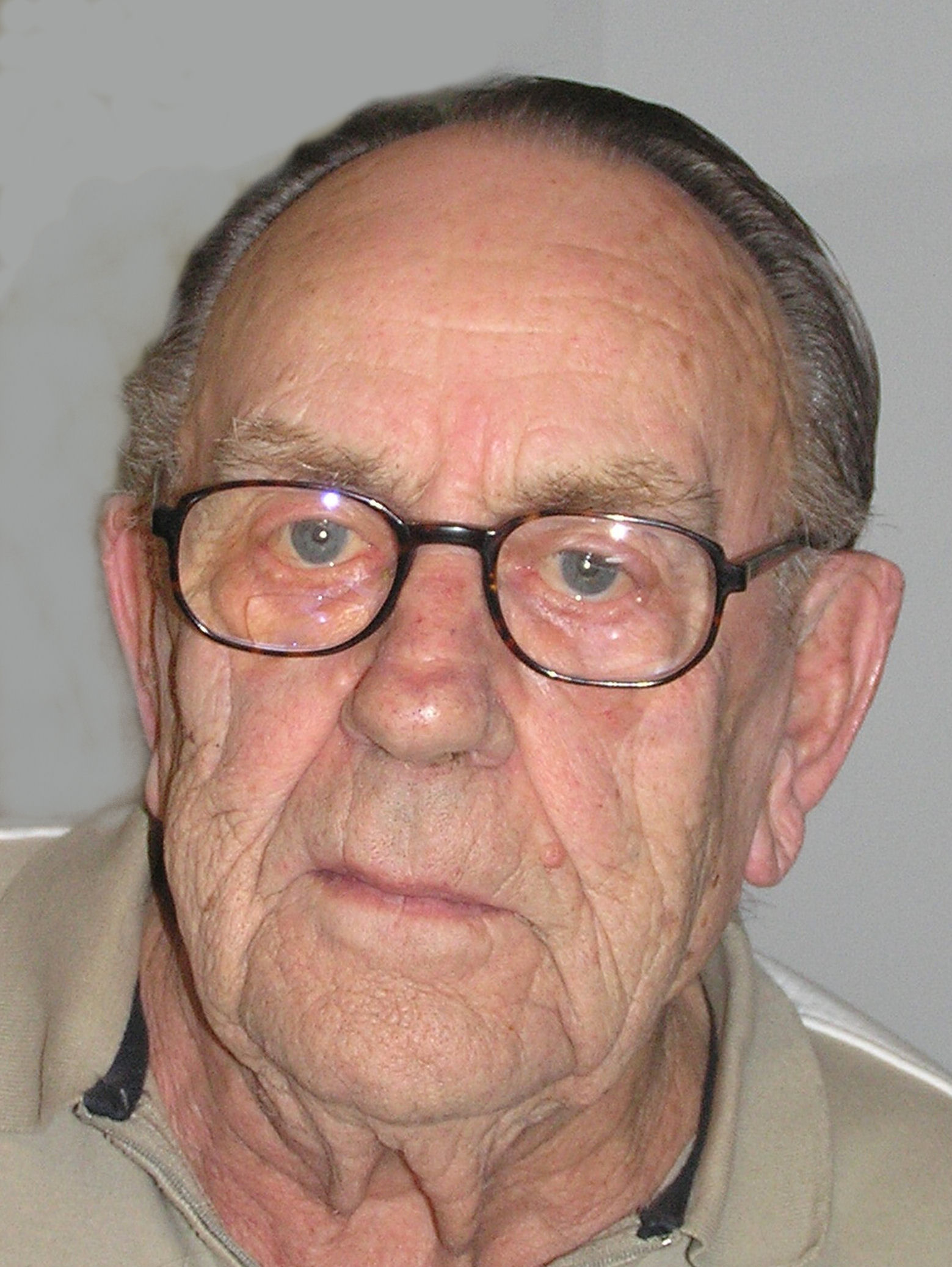
Kunstenaar Ove Andersen (1923)

- Valborg Elenore Sophie Andersen (1868-1941)
- Poul Anker
- Thomas Arboe (1837-1917), architect

### B
- Marie Vilhelmine Bang (1848-1932) (Ville)
- Eskild Hansen Bech (1775-1832)
- Bente Løvgren Bergendorff (1929-1967), atlete[1]
- Mathias Andreas Bidstrup (1852-1929), architect, schoolhoofd en entrepreneur
- Gerda Katrine Bohn-Jespersen (1885-1980)
- Levy Blang (1889-1967), politicus
- Klaus Bondam (1963), politicus en acteur
- Sara Brahmer-Svendsen
- Rudolph Buchhave
- Anita Bay Bundegaard

### C
- Bjarne Christiansen (burgemeester)
- Villum Clausen (1630-1679)
- Hans Colberg
- Jarl Cordua (1969), journalist en blogger[2]
- Simon Corlin
- Magnus Cort (wielrenner)

### D
- Axel Dam
- Philip Dam

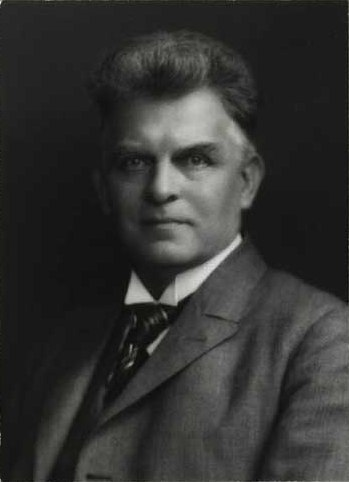
Axel Dam
(foto: Peter Elfelt)

- Louise Christine Danner (1815-1874)

### E
- Helga Exner (1939)

### F
- Anna Elisabeth Flagstad (1894-1938)

### G
- Christen Pram Gad
- Peter Christian Stenersen Gad
- Paul Gelting
- Henry Gideon
- Mogens Glistrup
- Carl Goos
- Caspar Frederik Gram
- Hansine Georgine Christine Grønbech (1872-1957) (Karna Birk)
- Winni Grosbøll, de huidige burgemeester
- Marie Grubbe (ca. 1643-ca. 1718)

### H
- Lars Hansen (1813-1872), kunstenaar
- Vilhelm Herold
- Valborg Hjort
- Ole Høst
- Oluf Høst
- Lars Høy (1946), toneelspeler

### J
- Vilhelmine Jais-Nielsen (1886-1949) (Ville)
- Ingvard Jensen
- M.P. Jensen
- Peter Juel Jensen (1966), politicus
- Munken Jon
- Johan Andreas Jørgensen
- Bent Jørgensen (1933), schrijver

### K
- Ebba Kampp (1907-1999)
- Karen Herdis Kallesen (1882-1970) (Callisen)
- Helge Knudsen
- Rita Julia Knudsen (1923)
- Dennis Gade Kofod
- Flemming Kofod-Svendsen
- Hans Ancher Kofod (1777-1829), schrijver
- Jeppe Kofod, politicus
- Lucianus Kofod
- Hans Madsen Koefoed
- Michael Koefoed
- Hans Madsen Kofoed
- Jens Christian Kofoed
- Jens Pedersen Kofoed
- K.H. Kofoed
- Marie Kofoed (1760-1838)
- Niels Anker Kofoed
- Peter Lund Koefoed
- Thor Gunnar Kofoed
- Bjarne Kristiansen
- Allan Kuhn

### L
- Carsten Larsen (1959)
- Olga Andrea Mathilde Lau (1875-1960)
- Jacob Ludvigsen
- Marie Cecilie Lütken (1864-1950)

### M
- Per Madsen

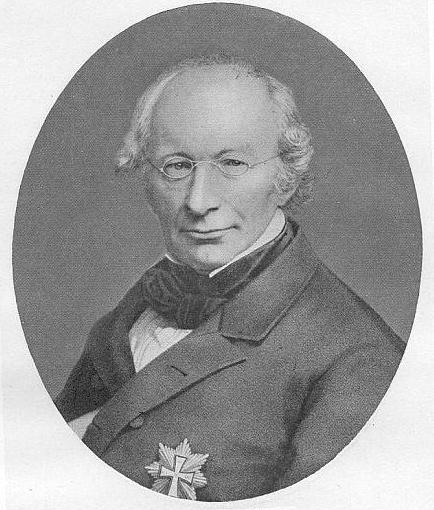
Latinist en politicus Johan Nicolai Madvig (1804-1886)

- Johan Nicolai Madvig, (Svaneke 1804-1886), latinist en politicus.
- Christian Møller
- Christian Frederik Mossin (1805–1867), schrijver
- Elisabeth Munch-Petersen, Accheleie Bruhn (1909-1997) (Lisbeth)

### N
- Fanny Agnes Amanda Nielsen (1890-1974) (Miranda)
- Allan Nielsen (1976), voetballer

### O
- Peder Olsen

### P
- Peter Paldan
- Astrid Paludan-Müller (1873-1930)
- Gerd Elsebeth Munck Hiort Petersen (1937)
- Niels Prahl
- Ellen Juliette Collin Price (1878-1968)

### R
- J.L. Ridter
- Lise Ringheim (1926-1994)

### S

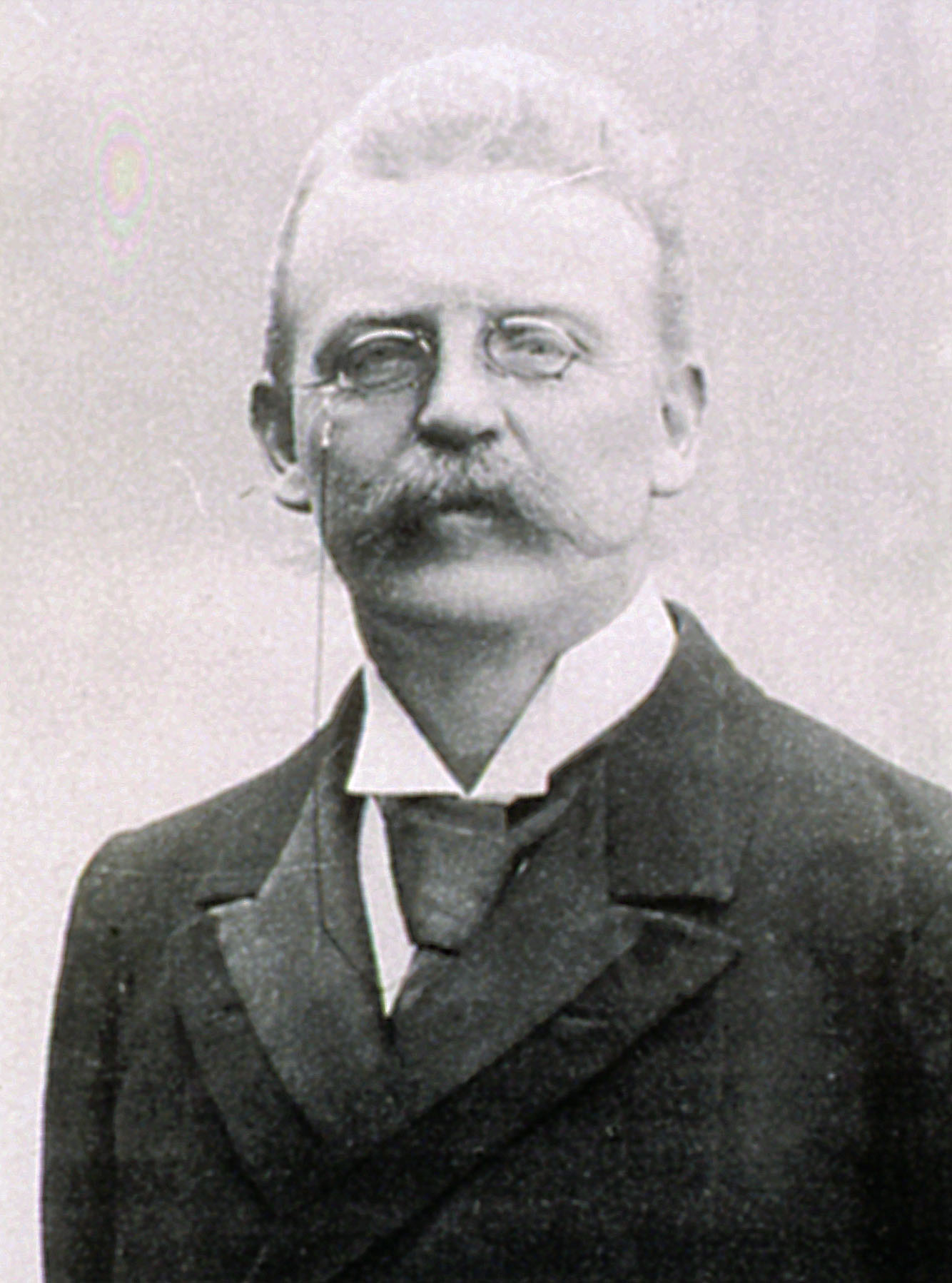
Hoogleraar en arts Ernst Carl Schmiegelow (1856-1949)

- Anna Camilla Salto (1890-1979) (Kamma)
- Nina Schiøttz (1942)
- Christian Schmiegelow
- Ernst Carl Schmiegelow (1856–1949), hoogleraar en arts
- Erik Seidenfaden
- Lars Sommer
- Hans Christian Sonne
- Ole Edvard Sonne
- Anna Klindt Sørensen (1899-1985)
- Johannes G. Sørensen
- Christine Swane (1876-1960)

### T
- Anna Olivia Thommesen (1908-2004)
- Aksel Thorsager
- Bodil Marie Eimose Tornehave (1915-1993)

### U
- Johan Christian Urne

### V
- Gertrud Hjorth Vasegaard Rode (1913-2007)
- Charlotte Vigel

### W
- Ida Anna Winckler (1907-1995)
- Nicoline Margrethe Winther (1891-1977)

### Z

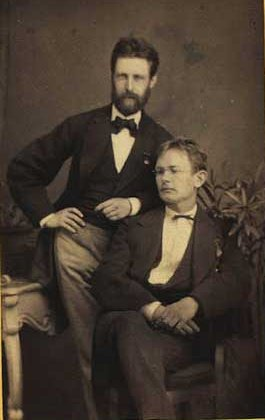
Carl Thomsen & Kristian Zahrtmann

- Kristian Zahrtmann (1843-1917), schilder